# أولد هولبورن

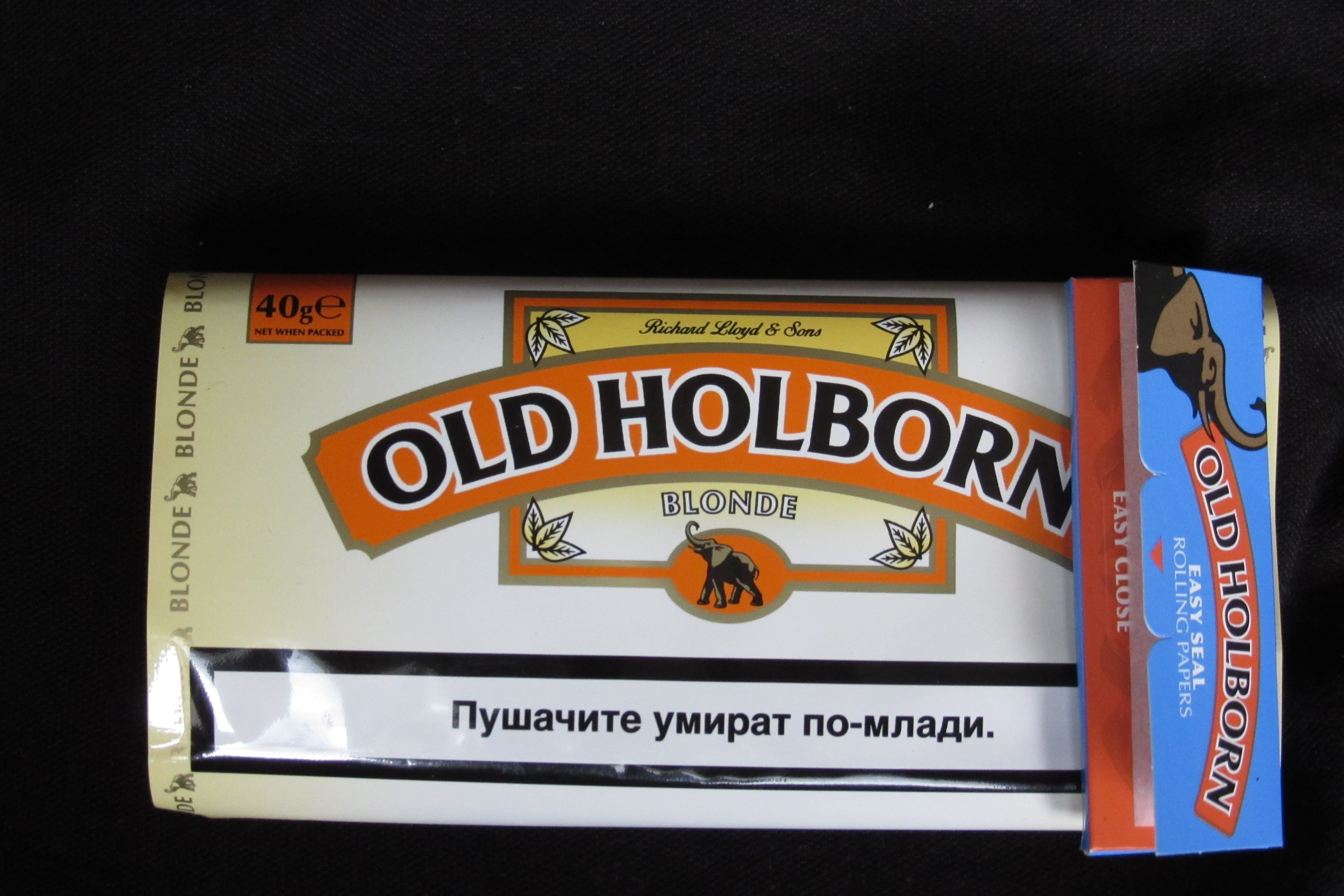
تبغ اولد هولبورن وأوراق اللف

اولد هولبورن Old Holborn (تُلفَظ هوبورن) (بالعربية: هولبورن القديمة) ، هي علامة تجارية للتبغ الذي يتم لفه يدويًا من إنتاج شركة ريتشارد لويد وأولاده Richard Lloyd & Sons (الشركة الفرعية التابعة لمجموعة جالاهر التي بحد ذاتها تتبع لشركة جابان توباكو Japan Tobacco). أتى أصل الاسم من هولبورن في لندن حيث بدأ ريتشارد لويد بجمع أنواع التبغ المختلفة في عام 1785. وكانت العلامة التجارية السابقة عبارة عن تصور لمبنى ستيبل إن في هولبورن. التبغ مصنوع في الاتحاد الأوروبي.

## الأنواع
توفر هولبورن أربعة أنواع: تبغ دارك فيرجينيا يأتي في عبوة زرقاء، ونسخة أخف وأكثر سلاسة تأتي في عبوة صفراء، ونسخة أكثر خفة حتى تأتي في عبوة بيضاء، وتبغ عطري يأتي في عبوة برتقالية. تتوفر الأنواع الأربعة جميعها في أكياس تزن 30 جرام و50 جرام؛ وقد بيعت اولد هولبورأيضًا في علبة مكونة من عشرة أكياس 50 جرام وبراميل 100 جرام.
في ألمانيا، تم تقليل حجم الأكياس التي تحتوي على تبغ دارك (العبوات الزرقاء) من 50 جرام إلى 40 جرام، ومن ثم إلى 35 جرام لاحقًا. وتتوفر في المملكة المتحدة فقط الأكياس التي تزن 30 جرامًا أو 50 جرامًا.

## الانتشار
إن عبوة اولد هولبورن الزرقاء (تبغ دارك) هي الأكثر شعبية في انجلترا. أما في اليونان فالعبوة الصفراء هي التبغ الأفضل مبيعًا. وفي بداية القرن الحادي والعشرين، نمت شعبية أولد هولبورن في الأسواق الأوروبية الأخرى بشكل واسع وملحوظ. وتم عرض النسخة الشقراء في السوق منذ عام 2011.